# Salmis
Salmis (Fins: Salmi) is een dorp binnen de Zweedse gemeente Haparanda. Het dorp ligt ongeveer 6 kilometer ten westen van Haparanda aan de Europese weg 4. Het ligt aan de baai Salmisviken van de Botnische Golf.
Alatalo · Barsk · Haparanda · Kangas · Kankaanranta · Karungi · Kattilasaari · Keräsjänkkä · Keräsjoki · Korpikylä · Korva · Kukkola · Lappträsk · Marielund · Mattila · Nikkala · Parviainen · Purra · Salmis · Seskarö · Säivis · Vojakkala · Vuono · Vittikko